# بهشت زهرا
بهشت زهرا نام بزرگ‌ترین آرامستان ایران است که در شهرستان ری در جنوب تهران بزرگ قرار دارد. فعالیت این آرامگاه رسماً در سال ۱۳۴۹ خورشیدی آغاز شد. معروفیت بهشت زهرا آنقدر شد که تا اکنون شهرهای مختلفی آرامستان‌های شهرهای خود را با نام بهشت زهرا نام‌گذاری کرده‌اند.
بهشت زهرا ابتدا ۳۱۴ هکتار وسعت داشت که در سال ۱۳۷۶ بخش شمالی به مساحت ۱۱۰ هکتار و در سال ۱۳۸۷ بخش شرقی به مساحت ۱۶۰ هکتار خریداری و به آن اضافه شد. تاکنون بیش از ۲ میلیون نفر در بهشت زهرا دفن شده‌اند. ده قطعه از بهشت زهرا محل دفن کشته‌شدگان جنگ ایران و عراق است. آرامگاه کشته‌شدگان هفتم تیر در قطعهٔ ۲۴ و آرامگاه سید روح‌الله خمینی در غرب بهشت زهرا قرار دارد و قطعه هنرمندان بهشت زهرا و قطعهٔ نام‌آوران بهشت زهرا ویژهٔ سرشناسان است. از افراد مشهور مدفون در قطعه هنرمندان می‌توان محمدعلی فردین، ناصر ملک‌مطیعی، خسرو شکیبایی، عزت‌الله انتظامی، داوود رشیدی، بهمن مفید، چنگیز جلیلوند، مرتضی احمدی، پروین ملکوتی، آزاده نامداری، مرتضی پاشایی، حسین عرفانی، پروین سلیمانی، عسل بدیعی، حسن جوهرچی، امین تارخ، آتیلا پسیانی، داریوش مهرجویی، اکبرگلپا و… را نام برد.
قطعه نام آوران در بهشت زهرا برای دفن ورزشکاران، برخی نویسندگان استادان و فرهیختگان دانشگاه، چهره‌های ماندگار و برخی از اهداء کنندگان اعضای بدن است، از افراد مدفون در این قطعه می‌توان ناصر حجازی، مهرداد میناوند، آیدین نیکخواه بهرامی، منصور پورحیدری، حمیدرضا صدر، پرویز کردوانی، حسن توفیق و… را نام برد.
ظهر پنج‌شنبه ۱۲ خرداد ۱۴۰۱، دوربین‌های مراقبتی مجموعه بهشت زهرا مورد حمله سایبری سازمان مجاهدین خلق ایران قرار گرفت و هک شد.

## تاریخچه
نخستین تلاش‌ها برای طراحی، اجرا و احداث آرامستانی به نام بهشت زهرا، با هدف پایان دادن به مسئلهٔ تعدد آرامگاه‌ها در سطح شهر تهران، در سال ۱۳۴۵ انجام پذیرفت.
در این تصمیم‌گیری‌ها، که با حضور شهردار وقت تهران و معاونان و رؤسای سازمان گورستان‌های پایتخت انجام گرفت، قطعه زمینی در مسیر تهران – قم به مساحت ۳۱۴ هکتار به این امر اختصاص یافت و برای فعالیت‌های عمرانی و فضای سبز نیز بلافاصله اقدام گردید.
بهشت زهرا در سال ۱۳۴۹ آماده گردید، ولی در ابتدا به‌علت وجود گورستان‌های متعدد فعال در محله‌های تهران با عدم استقبال عمومی جهت دفن اموات مواجه و سرانجام با دفن نخستین متوفی به‌نام محمدتقی خیال در قطعه ۱ ردیف ۱ شماره ۱ که به خانواده‌ای ارتشی و متنفذ متعلق بود، رسماً مورد بهره‌برداری قرار گرفت.
مراسم نامگذاری و وقف آن روز ۱۵ تیر ۱۳۴۹ در منزل سید احمد خوانساری با حضور نمایندگان انجمن شهر و معتمدین بازار انجام شد و گورستان جدید شهر تهران به نام «بهشت زهرا» نامگذاری شد. بهشت زهرا روز ۲۵ تیر ۱۳۴۹ به‌طور رسمی با حضور مقامات شهری افتتاح شد.
آرامگاه شهدای هفتم تیر یا آرامگاه ۷۲ تن آرامگاهی در قطعه ۲۴ قبرستان بهشت زهرا در جنوب تهران است که جمعی از مقامات و مسئولان ارشد جمهوری اسلامی ازجمله سید محمد بهشتی، محمدعلی رجایی و محمدجواد باهنر در آن به خاک سپرده شده‌اند. معمار، طراح و سازندهٔ این بنا میرحسین موسوی، سیاستمدار ایرانی است.

## هک دوربین‌های مدار بسته
ظهر پنج‌شنبه ۱۲ خرداد ۱۴۰۱ در سالگرد روح‌الله خمینی، ۵۱۳۸ دوربین کنترلی و نظارتی از جمله دوربین‌های مراقبتی مجموعه بهشت زهرا و شهرداری تهران مورد حمله سایبری سازمان مجاهدین خلق ایران قرار گرفت و هک شد.

## نگارخانه

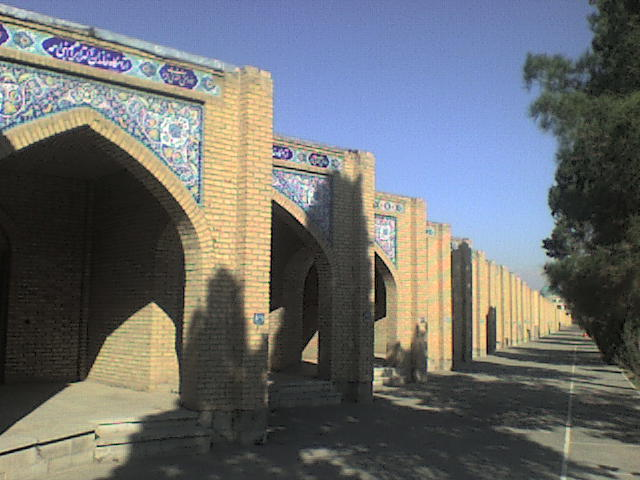
مقبره‌های خانوادگی بهشت زهرا
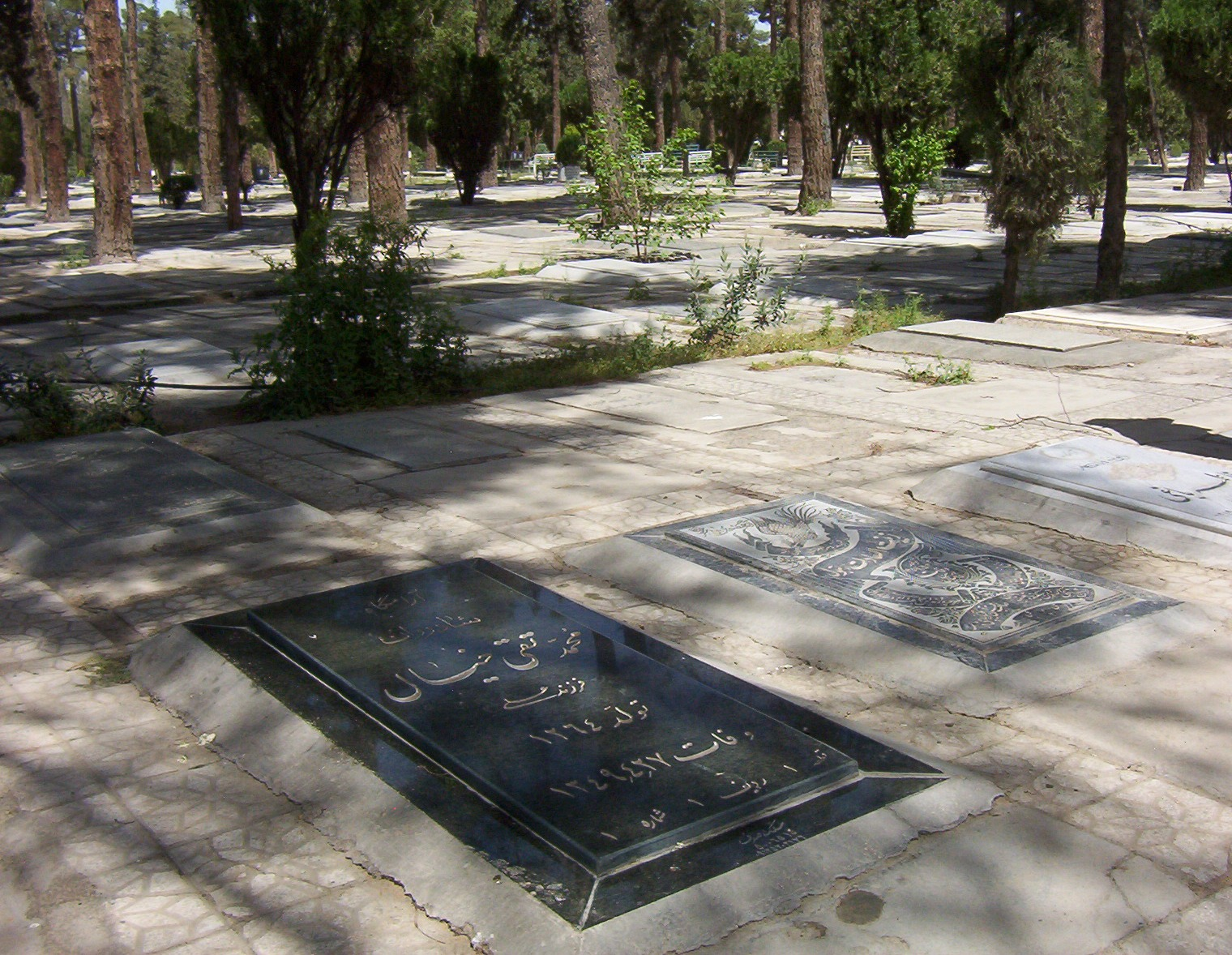
قبر نخستین متوفای دفن‌شده در بهشت زهرا (قطعهٔ ۱، ردیف ۱، شمارهٔ ۱)
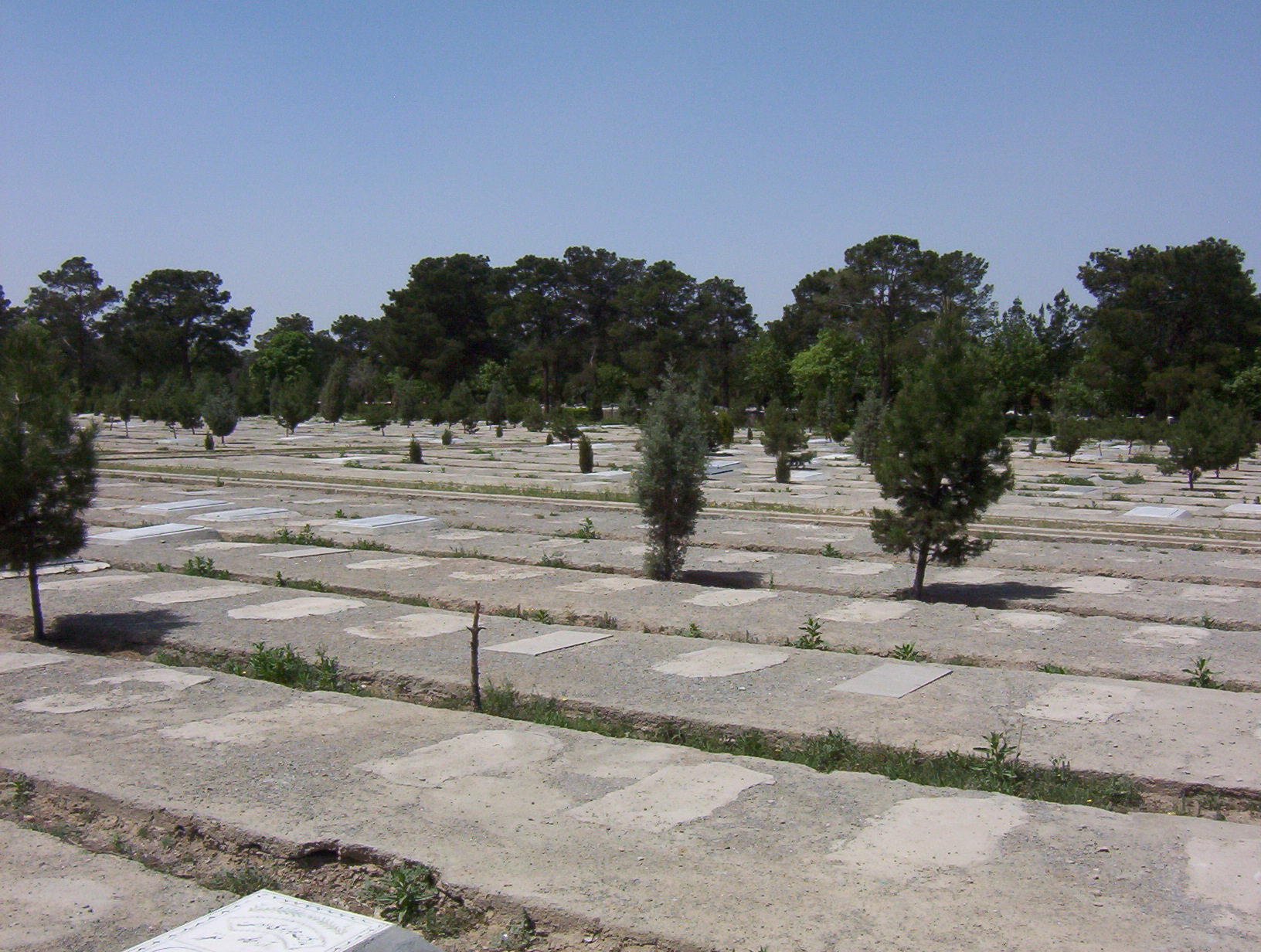
قطعه ۳۳ مدفن زندانیان سیاسی اعدام‌شده قبل و بعد از انقلاب
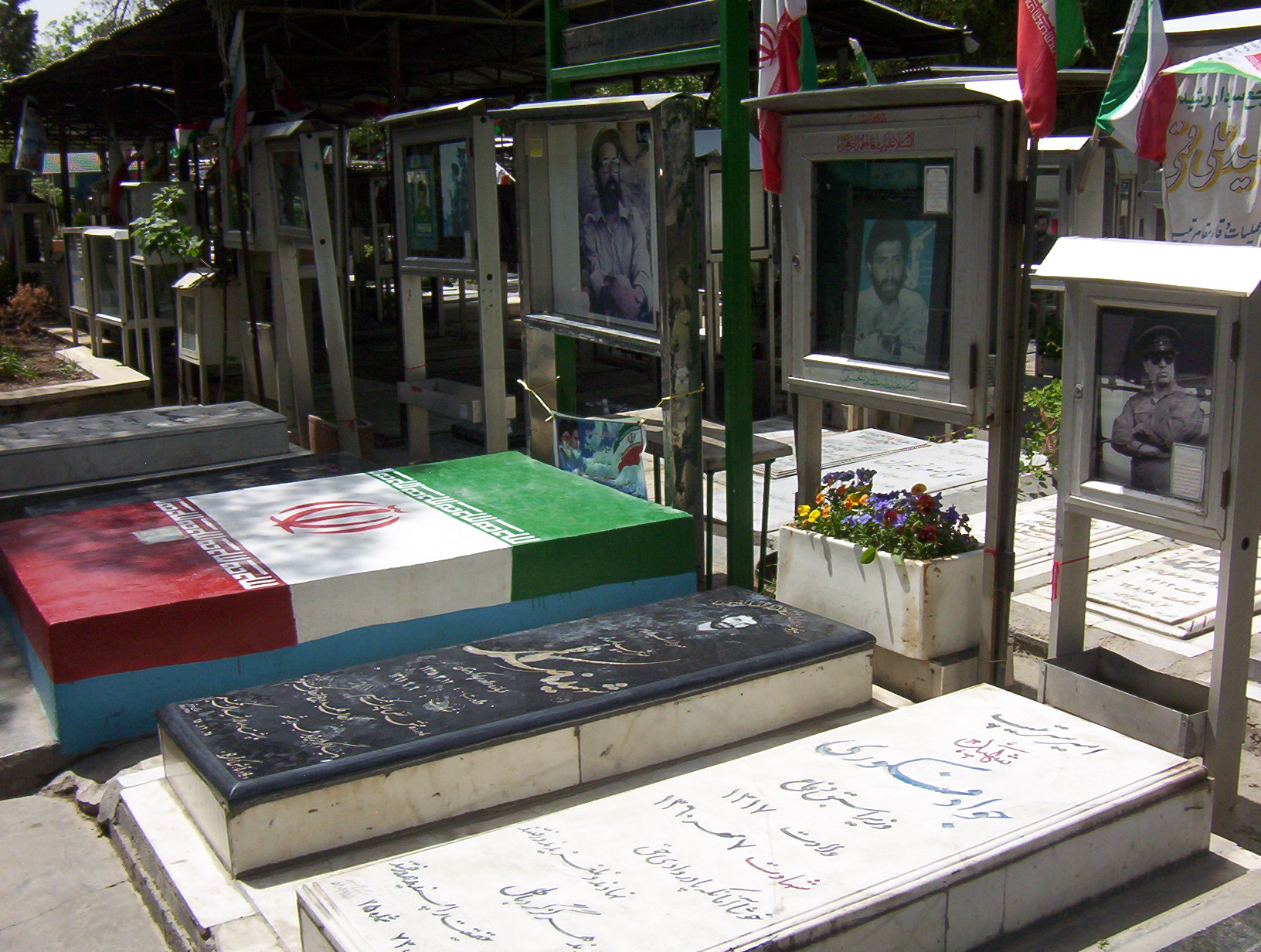
قبور فرماندهان کشته‌شدهٔ جنگ ایران و عراق
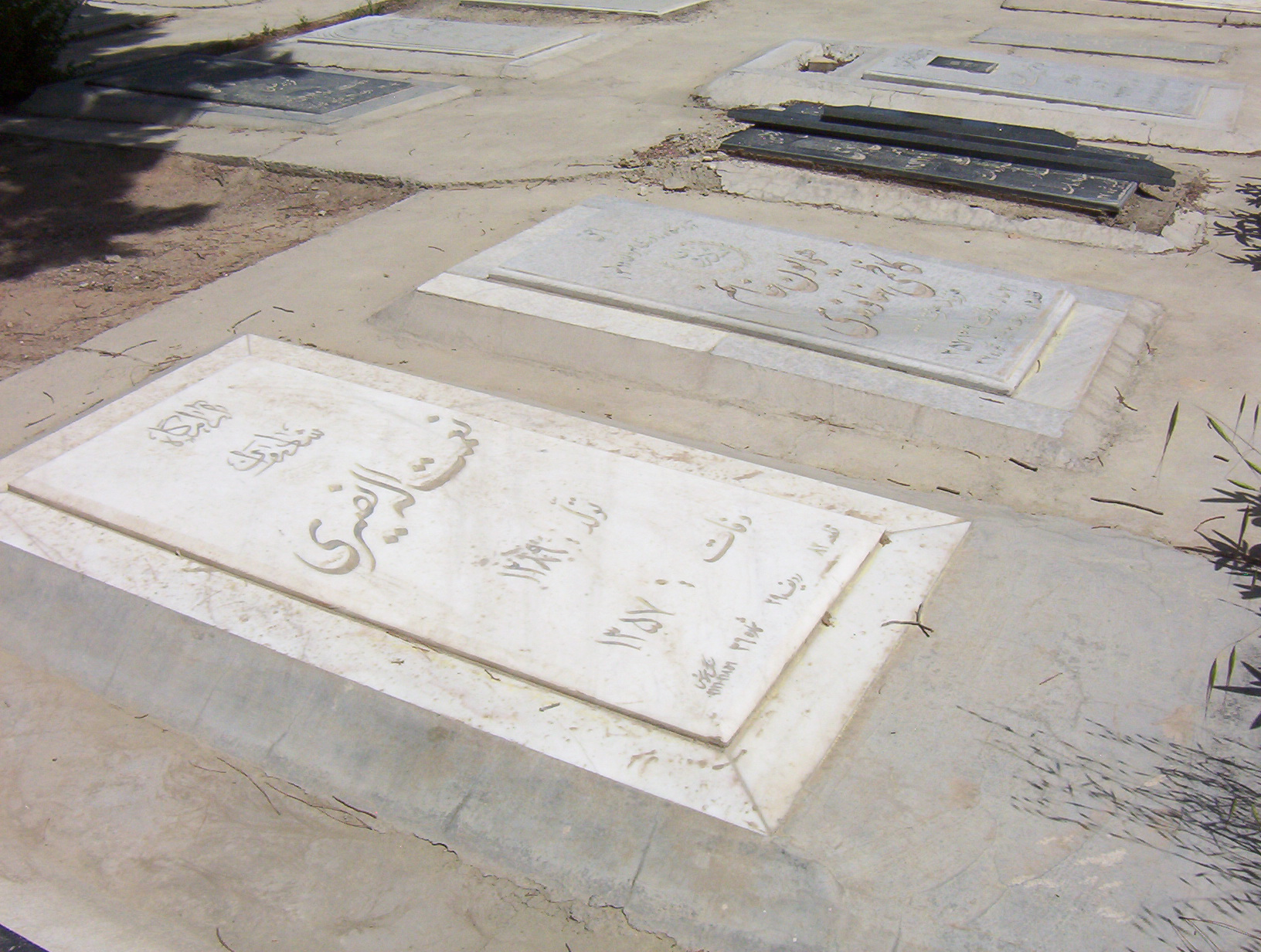
قبر نعمت‌الله نصیری، رئیس اعدام‌شدهٔ ساواک
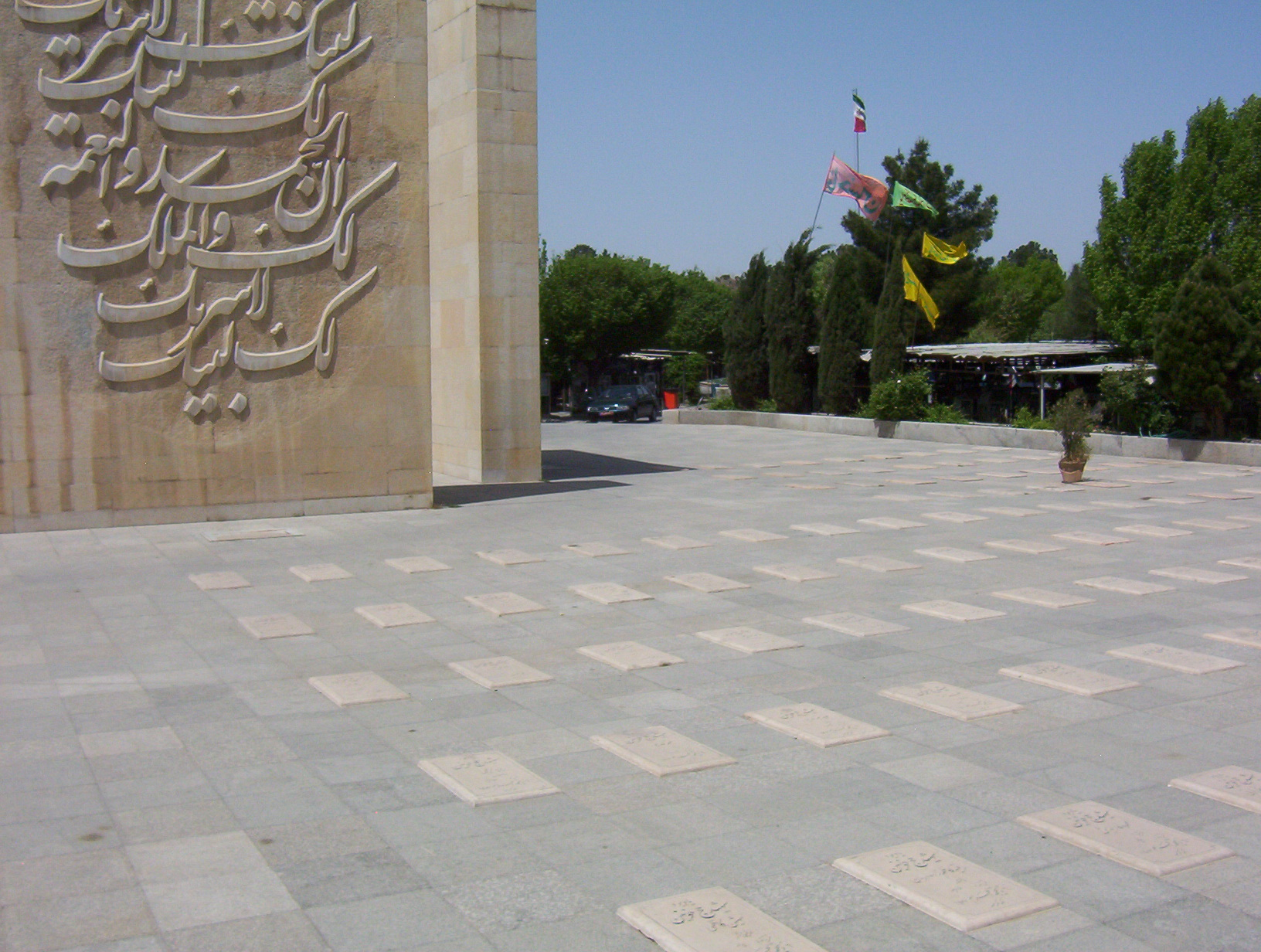
بنای یادبود قربانیان کشتار حج ۱۳۶۶
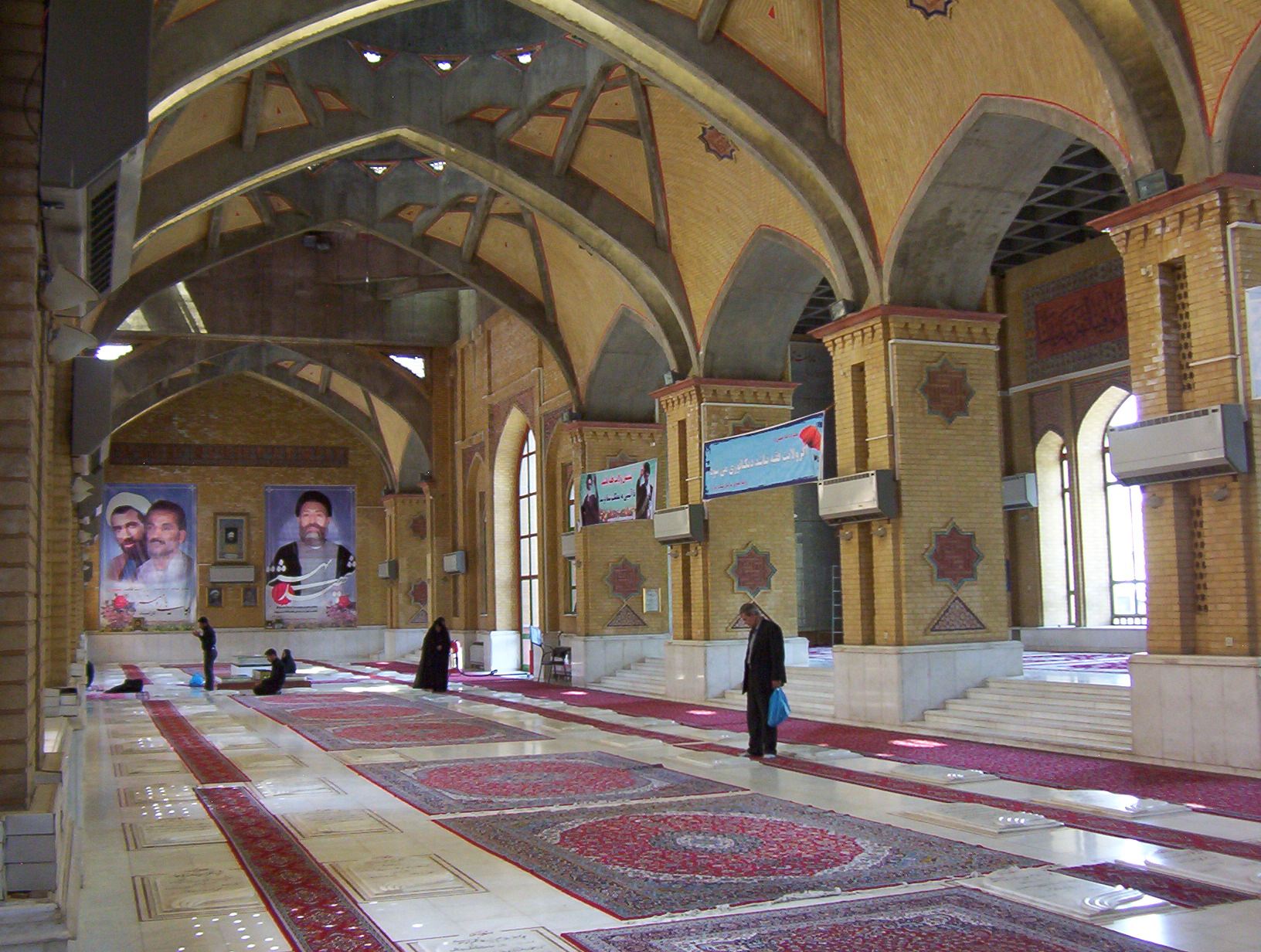
آرامگاه ۷۲ تن، مدفن مقامات کشته‌شدهٔ نظام جمهوری اسلامی ایران
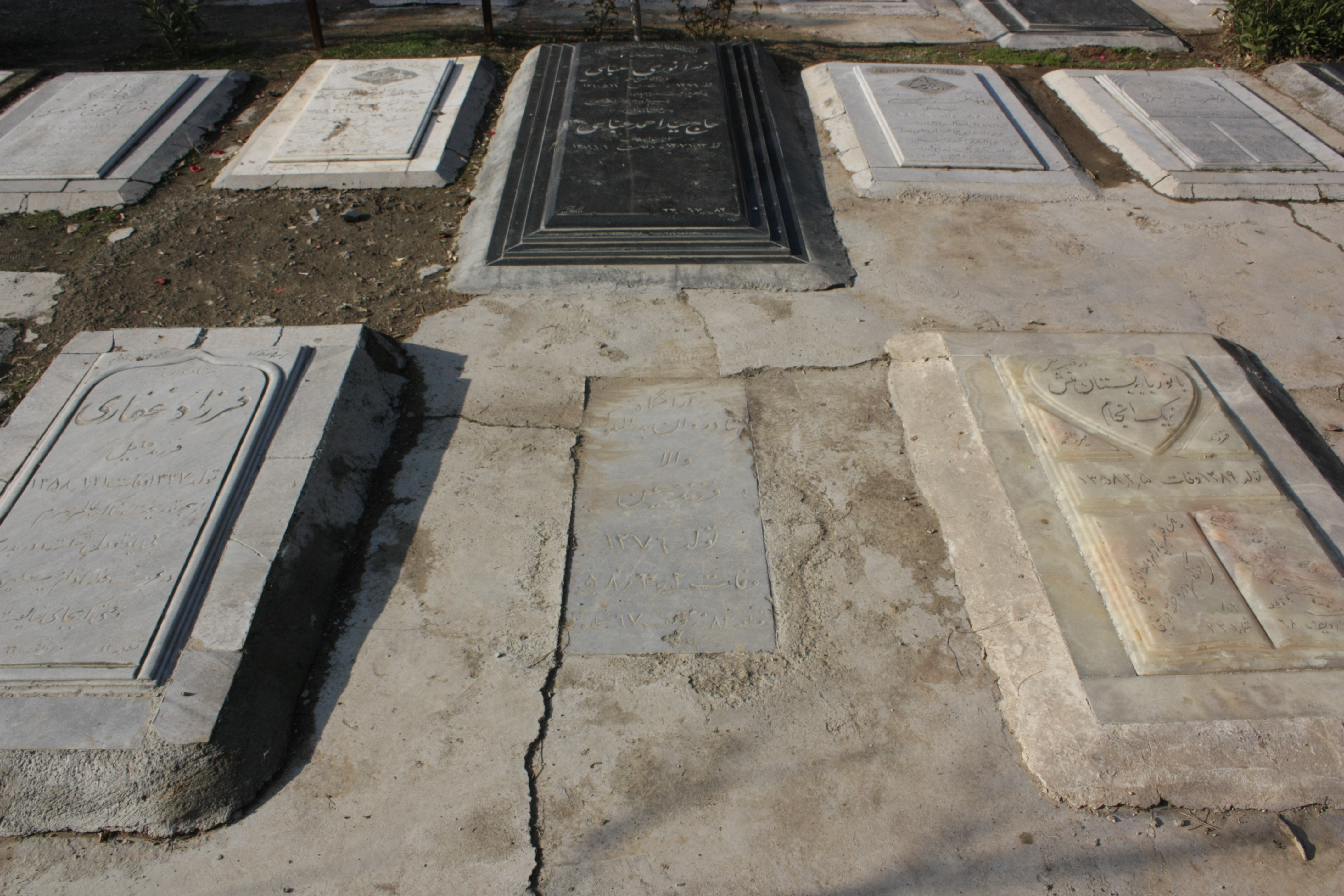
قبر بدرالملوک، ملکهٔ قاجار و همسر احمدشاه قاجار
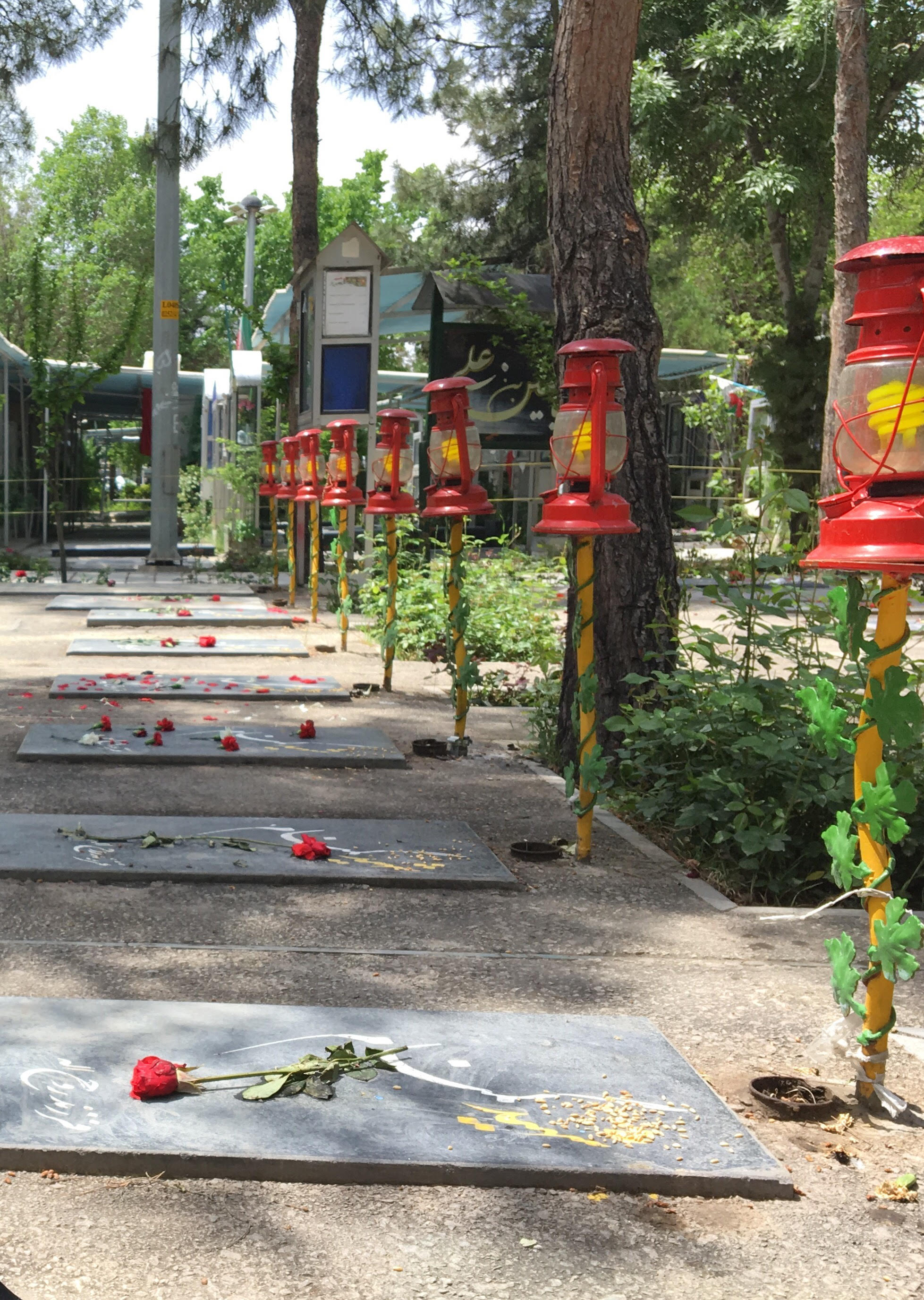
قبور «شهدای گمنام»، قطعهٔ سرداران بی‌پلاک